# Oppède
Oppède ist eine französische Gemeinde mit 1285 Einwohnern (Stand 1. Januar 2022) im Département Vaucluse in der Region Provence-Alpes-Côte d’Azur.

## Geographie
Oppède liegt ungefähr elf Kilometer östlich von Cavaillon und ist mit den Gemeinden Maubec, Beaumettes,  Lacoste und Ménerbes benachbart.
Die Gemeinde erstreckt sich über mehrere Ortsteile. Sie befindet sich am Nordhang des Luberon-Gebirges, oberhalb eines überwucherten Felsvorsprungs, umgeben von einer prächtigen Felskulisse, den wilden Wäldern des Regionalen Naturparks Luberon und der Kulturlandschaft einer Weinbauregion. Das Gemeindegebiet verteilt sich auf das Luberon-Gebirge im Süden, das angrenzende Hügelland und die Schwemmlandebene des Coulon. Der im Tal gelegene Ortsteil Poulivets befindet sich auf einer Höhe von 140 m.

## Geschichte
Die ersten Spuren menschlicher Besiedlung reichen bis in die Römerzeit zurück. Der Ort entwickelte sich schnell zu einer Festung und wird zum ersten Mal im Jahr 1008 erwähnt. 1044 gehörte Oppède zur Grafschaft Forcalquier, dann zu Guillaume und Bertrand d’Agout. Die Burg wurde um 1200 vom Grafen Raimund VI. de Toulouse auf den Grundmauern einer älteren Festung erbaut. 1209 übergab Raimund VI. de Toulouse das zugehörige Marquisat an Papst Innozenz III. Die Burg von Oppède wurde den Mönchen von Montmajour anvertraut. 1274 ging Oppède endgültig in päpstlichen Besitz über.
Im 16. Jahrhundert erlebte der Ort einen Aufschwung. Es kam zum Bau der Kirche und der Befestigungsanlage. 1501 übergab Alexander VI. das päpstliche Lehnsgut an den Seneschall Acuse de Maynier. Nach dessen Tod trat sein Sohn Jean Maynier die Nachfolge an und setzte 1545 mit Segen des Papstes einen Erlass durch, der die Verfolgung der Waldenser vorsah und zum Massaker von Mérindol führte. Die Tochter von Maynier gab die Burg als Mitgift an Jean de Forbin weiter.
Durch ein Erdbeben wurde ein Teil der Burg 1731 zerstört. 1793 plünderten Revolutionäre die romanische Kirche am Fuße der Burg und schändeten zwei der Maynier-Gräber. Im 19. Jahrhundert setzte eine zunehmende Entvölkerung des Orts ein, der zuletzt nahezu unbewohnt war. 1911 wurde das Rathaus ins Tal nach Oppède-les-Poulivets überführt. 1936 lebten nur noch rund zehn Menschen in Oppède.
Als die Wehrmacht im Juni 1940 Nordfrankreich besetzt hatte, flüchtete eine Gruppe von Künstlern und Kunsthandwerkern in das fast verlassene Dorf, um ein Experiment zu versuchen: die Rückkehr zu den Wurzeln der französischen Kultur und zum Traum von einem friedlichen Miteinander. Sie gründeten die Groupe d’Oppède und beschlossen ein Manifest, das sich an Grundwerten der Verfassung (liberté, égalité, fraternité) orientierte.
Auch Consuelo, die Ehefrau von Antoine de Saint-Exupéry, war Mitglied.
Als die Wehrmacht am 11. November 1942 auch das übrige Frankreich (bis dahin 'zone libre') besetzte ('Unternehmen Anton'), zerstreuten sich die Mitglieder der Gruppe.
Nach Kriegsende entdeckten Künstler und Aussteiger den morbiden Charme insbesondere des Ortsteils Oppéde-le-Vieux und ließen sich dort nieder. Heute ist dieser Ort bei Ferienhauseigentümern sehr beliebt, was zu einem langsamen Bevölkerungsanstieg beigetragen hat. Oppède hat ein funktionierendes Gemeinwesen mit Schule, Sportplätzen etc.
Im Ortsteil Poulivet sind eine Postfiliale, eine Bäckerei und ein Gemeindeamt.
In Nachbardörfern wie Gordes, Ménerbes oder Bonnieux besuchen sehr viele Touristen Orte der Provence-Bücher von Peter Mayle und Schauplätze des Films Ein gutes Jahr (2006); in Oppède sind es deutlich weniger.

### Bevölkerungsentwicklung
| Jahr      | 1962 | 1968 | 1975 | 1982 | 1990 | 1999 | 2006 | 2008 |
| --------- | ---- | ---- | ---- | ---- | ---- | ---- | ---- | ---- |
| Einwohner | 867  | 902  | 907  | 1015 | 1127 | 1226 | 1311 | 1336 |

## Sehenswürdigkeiten

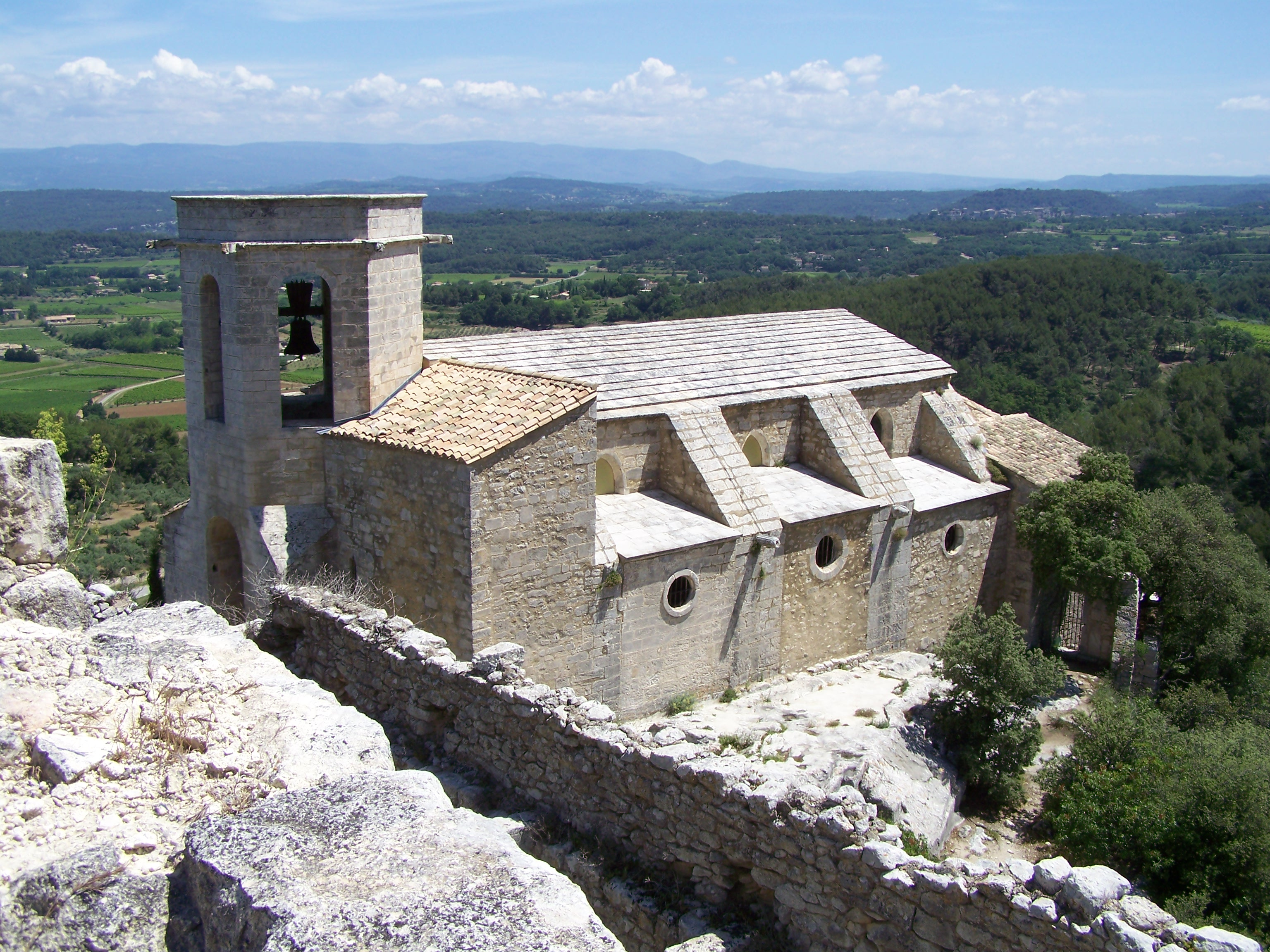
Notre-Dame-d’Alidon

Die Kirche Notre-Dame-d’Alidon (oder Notre-Dame-de-Dolidon) befindet sich oberhalb des alten Ortes und ist eine der wenigen Bauten, die in dieser Gegend nicht zerstört wurden. Die Kirche wurde im romanischen Stil errichtet, 1547 nach dem Waldenserkrieg umgearbeitet und später mehrfach durch gotische Stilelemente erweitert. Sie ist ein schönes Beispiel für eine Kollegiatkirche aus dem zwölften Jahrhundert.
Sehenswert sind die Turmruinen einer mittelalterlichen Burg und Überreste eines alten Kaufmannladens, zudem hübsche Häuser aus dem fünfzehnten bis sechzehnten Jahrhundert und vier kürzlich restaurierte Lavoirs. Sehenswert ist auch ein Sator-Quadrat auf einem der Steine der Befestigungsanlage.
Weitere Sehenswürdigkeiten sind die Kapelle der Pénitents blancs in der Altstadt, in Richtung der Kirche, sowie die Saint-Antonin-Kapelle im Tal, in Richtung der alten Eisenbahnstrecke. Im historischen Ortskern können die Überreste einer alten Befestigungsanlage betrachtet werden. Im südwestlichen Winkel ist insbesondere ein Turm am Rande eines Abgrunds zu sehen. Die Innentreppe ist verschwunden; mit ein bisschen Kletterei kann jedoch die frühere Toilette erreicht werden. Die Spitze des Turms ist durch einen schwindelerregenden Bogengang mit der restlichen Burg verbunden. Nach einer Legende soll Gegenpapst Benedikt XIII. mit Unterstützung des Teufels über diese geflohen sein. Von der Burg selbst ist nicht viel übrig geblieben, in den letzten Jahren konnten archäologisch ein paar gewölbte Räume identifiziert werden. Interessant sind ferner die Saint-Augustin-Mühle sowie alte Sainte-Cécile-Terrassen und ein Landschaftsgarten, eine Anlage mit 15 Terrassen, auf denen über 80 rustikale Arten an Kräuterpflanzen, Sträucher und Bäume aus dem Luberon wachsen.

## Persönlichkeiten
- Consuelo de Saint-Exupéry (1901–1979), salvadorianische Künstlerin und Schriftstellerin
- Jean-Paul Clébert (1926–2011), französischer Schriftsteller